# Xoridesopus jonathani
Xoridesopus jonathani là một loài tò vò trong họ Ichneumonidae.